# Дементьева, Елизавета Григорьевна
Елизавета Григорьевна Дементьева (Кислова) (15 ноября 1928, деревня Васильево Полесской области, БССР, СССР — 27 июля 2022, Санкт-Петербург) — советская спортсменка (гребля на байдарках), олимпийская чемпионка 1956 года, чемпионка мира. Заслуженный мастер спорта СССР (1957).

## Биография
Родилась 15 ноября 1928 года в деревне Васильево Полесской области
В 1943 году переехала в Кострому из Ржева. После переезда в Кострому начала серьёзно заниматься лыжным спортом и народной греблей, затем продолжила занятия греблей в Ленинграде. В 1952-м она сосредоточилась на выступлениях на байдарках. Тренер — Н. В. Смирнова.
В 1959 году окончила Институт физкультуры имени Лесгафта, работала тренером; с 1968 до выхода на пенсию преподавала в Ленинградском индустриальном техникуме строительных материалов и деталей.
Умерла в Санкт-Петербурге 27 июля 2022 года.

## Спортивная карьера
- Олимпийская чемпионка 1956 года в гребле на байдарке-одиночке на дистанции 500 м
- Чемпионка мира 1958 (байдарка-одиночка)
- Серебряный призёр чемпионата мира 1958 (байдарка-двойка)
- Чемпионка Европы 1957, 1959 годов
- Серебряный призёр чемпионатов Европы 1959 и 1963 годов
- Чемпионка СССР 1956—1960 годов в составе разных экипажей.

## Награды
- Орден «Знак Почёта» (27.04.1957) — «за успехи, достигнутые в деле развития массового физкультурного движения в стране, повышения мастерства советских спортсменов, и успешное выступление на международных соревнованиях»